# LS Cable & System
 (août 2012).
Si vous disposez d'ouvrages ou d'articles de référence ou si vous connaissez des sites web de qualité traitant du thème abordé ici, merci de compléter l'article en donnant les références utiles à sa vérifiabilité et en les liant à la section « Notes et références ».
LS Cable & System, Ltd (en coréen: LS 전선, 엘에스 전선)  est un fabricant sud-coréen de câbles électriques et de télécommunication et ainsi que de systèmes, de modules intégrés et d'autres matériaux industriels. LS Cable & System fournit en outre des services d'ingénierie, d'installation et mise en service de lignes à haute tension et très haute tension ainsi que des projets clé en main de câblage sous-marins. LS Cable est le plus important fabricant de câble en Corée du Sud, et l'un des plus grands au niveau mondial.
LS Cable & Système a son siège à Anyang et a neuf usines en Corée du Sud dont six sont situés à Gumi, deux à Donghae et une autre à Anyang. En outre LS C&S a neuf autres usines en Chine, en Malaisie, au Viêt Nam et en Inde. En outre, LS C&S possède le fabricant de câbles de données et de fils de bobinage Superior Essex avec 21 usines réparties en Amérique du Nord, en Europe et en Chine. Les filiales de vente de LS C&S et succursales à l'étranger sont situées en Asie, au Moyen-Orient, en Afrique, en Europe et dans les Amériques. LS Cable & Système possède également JS câble, Gaeon câble, Pountek, Global Incorporated câble, Kospace et Alutek, chacun d'eux ayant des usines en Corée.

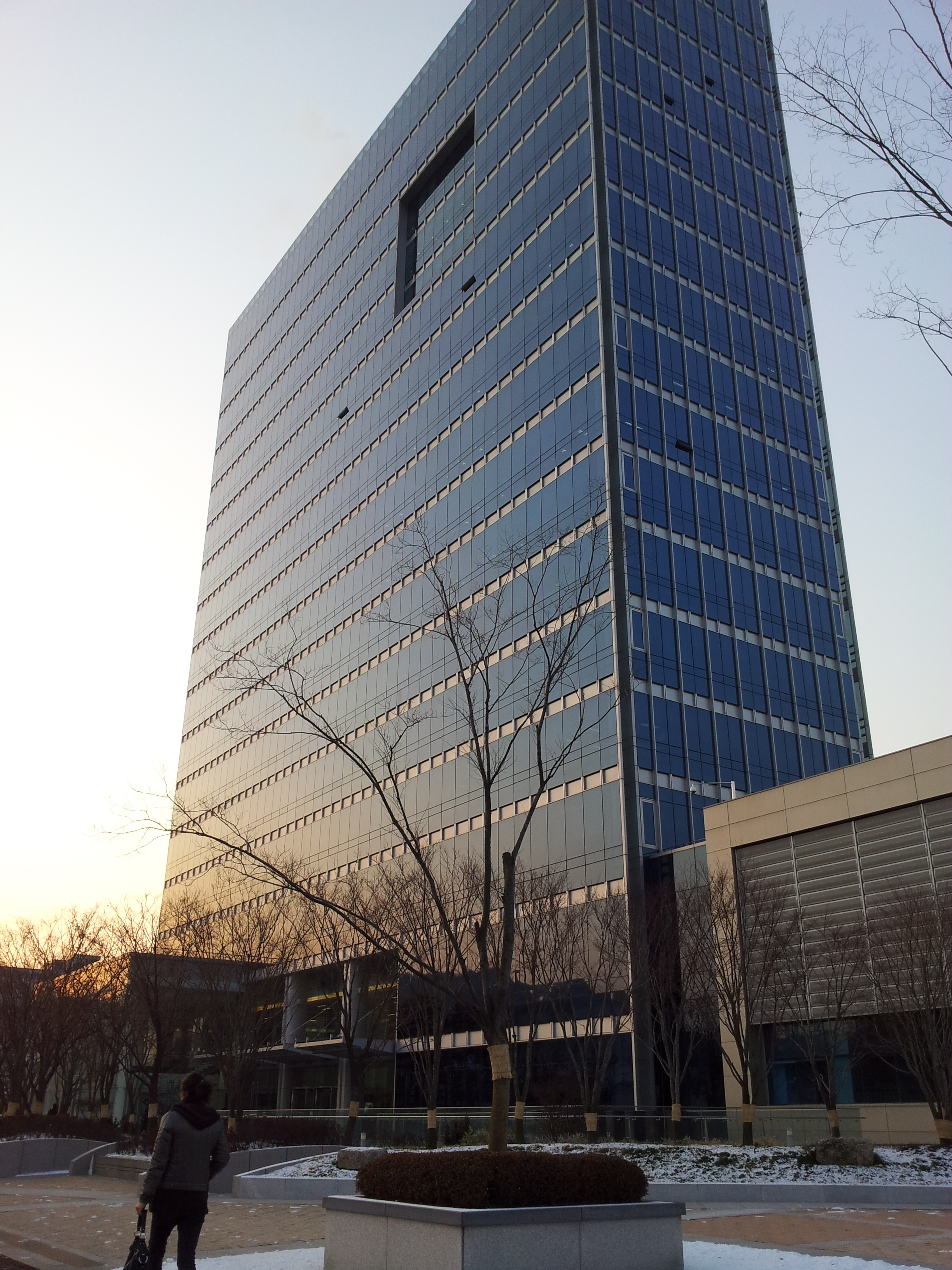
Tour LS, Siège de LS Cable & System à Anyang, Corée du Sud

## Histoire
LS Cable & System a été fondé en tant que Korea Cable Industry en mai 1962 et est devenu Goldstar cable en 1969. Son nom a ensuite changé en LG Cable jusqu'à sa séparation du groupe LG en novembre 2003. 
Elle a été établie en tant que sa propre société de cable, LS Cable, en mars 2005 dans le groupe LS nouvellement formé. Le 11 juin 2008, LS Cable a annoncé l'acquisition de Superior Essex, une entreprise de fil de bobinage et câbles de communication basée à Atlanta. Cette transaction, évaluée à 900 million $, permet à LS Cable d'être présent dans les marchés européens et américains. En mars 2011, LS Cable a été renommé et devint LS Cable & System.

## Produits

### Les câbles d'alimentation et de contrôle
- Câbles sous-marin, accessoires, systèmes, ingénierie et mise en service
- Câbles et systèmes de transmission et distribution basse, moyenne, haute et très haute tension
- Câbles spéciaux pour l'industrie et systèmes
- Ligne à haute tension
- Jeux de barre et accessoires

### Câble de télécommunications et composants
- Fibre optique
- Câble à fibres optiques
- Composant et appareil d'optique
- Câble LAN
- Câble coaxial perméable pour fréquence radio
- Câble cuivre de communications
- FTTH, GPON
- LS-HFC

## Locations

### Tour LS
La tour LS a été inaugurée en 2008 et est le siège de LS C&S. Elle comprend également le siège de LS Mtron et LS IS. 

Haute de 16 étages, la tour regroupe l'administration, la finance ainsi que les principales équipes de ventes. À son sommet on peut trouver un petit jardin d'inspiration asiatique.
La tour est sur les lignes 1 et 4 du métro de Séoul, à la station Geumjeong.

## Succursales[8]

### Afrique
- Afrique du Sud : Johannesburg
- Égypte : Le Caire

### Amériques
- Brésil : Sao Paulo
- États-Unis : Houston
- Mexique : Mexico
- Pérou : Lima

### Asie
- Corée du Sud : Busan, Daegu, Daejeon, Gwangju
- Inde : Bangalore, Chennai, Hyderabad, Calcutta, Bombay
- Indonésie : Jakarta
- Philippines : Manille
- Singapour : Singapour

### Europe
- Russie : Moscou

### Moyen-Orient
- Arabie saoudite : Riyad
- Émirats arabes unis : Abou Dhabi

### Océanie
- Australie : Sydney

## Filiales[9]

### Asie
- Chine : LSHQ (Participation: 75,1 %) à Yichang, LSIC (100 %) à Pékin, Shanghai, Canton et Xi'an, LSCNST (87,5 %) à Tianjin, LSCNSW (100 %) à Wuxi
- Corée du Sud : JS Cable Co. (69,9 %), Global Cable Incorporated Co. (98,2 %), Alutek Co. (100 %), Pountek Co. (100 %), Kospace Co. (99,2 %)
- Inde : LSCNSD à New Delhi, LSCNSI (100 %) à Haryana[10],[11]
- Japon : LSCNSJ (100 %) à Tokyo
- Malaisie : LSCNSM (100 %) à Penang
- Viêt Nam : LS-VINA Cable & System (84,8 %) à Haiphong, LSCNSV (100 %) à Hô-Chi-Minh-Ville

### Europe
- Royaume-Uni : LSCNSU (100 %) à Londres

### Amérique du Nord
- États-Unis : LSCA (100 %) à Englewood Cliffs, Superior Essex (81 %) à Atlanta

## Sites officiels
- (en) Site officiel